# Villa Somsdorfer Straße 2

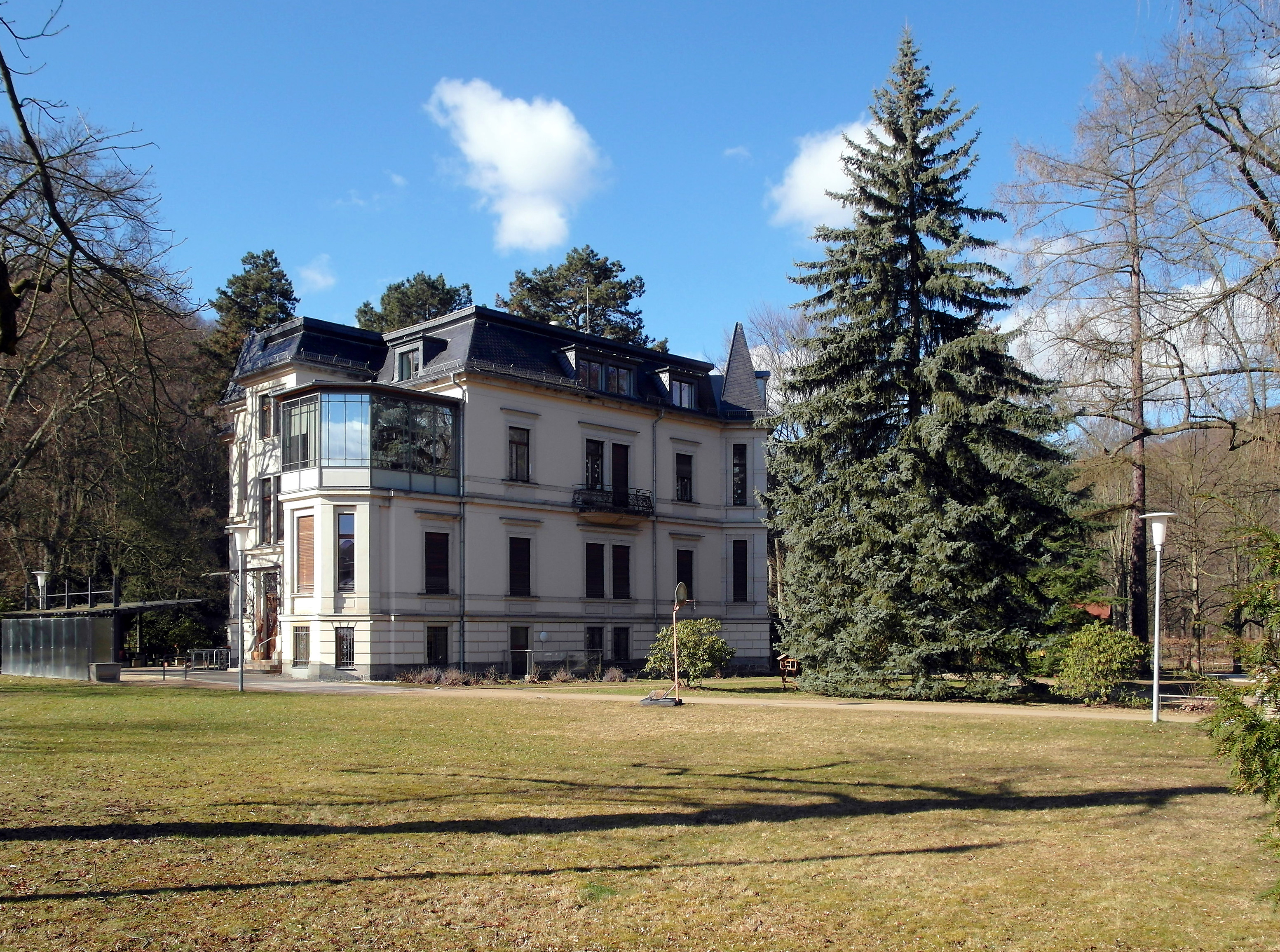
Die Villa mit dem sie umgebenden Park (2014)

Die Villa Somsdorfer Straße 2 ist eine denkmalgeschützte Jugendstilvilla im Freitaler Stadtteil Hainsberg. Sie ist Standort der „Schule im Park“ zur Förderung von Schülern mit geistiger Behinderung.
Das Gebäude befindet sich an der Ecke zwischen Somsdorfer und Hainsberger Straße in der Gemarkung Coßmannsdorf. Es hat eine Grundfläche von etwa 20 × 20 Metern und drei Geschosse. Errichtet wurde es zwischen 1880 und 1890 im Auftrag der Coßmannsdorfer Kammgarnspinnerei, deren späterer Inhaber Richard Wolf nach der Jahrhundertwende auch die gegenüberliegende „Villa Wolf“ errichten ließ.
Umgeben ist die Villa von einer Parkanlage, die sich von Hainsberger und Somsdorfer Straße aus nach Norden bis an den Leitenweg und den dortigen Park zur Weißeritz hin sowie gen Osten in Richtung des Hangs zu Somsdorf erstreckt. Der nordöstliche Teil des Parks ist öffentlich zugänglich, wohingegen der übrige Teil nur von der Villa aus erreichbar ist. Sowohl die Villa als auch der Park und die Einfriedung des Grundstücks sind aufgrund ihrer baugeschichtlichen und gartenkünstlerischen Bedeutung in die Kulturdenkmalliste aufgenommen worden.
Nach 1945 waren Arztpraxen und Wohnungen im Gebäude untergebracht, bevor das Kreiskrankenhaus Freital hier eine Außenstelle bezog. Nachdem sich dieses in den 1990er Jahren am Standort Deuben konzentrierte, wurde die Außenstelle 1995 geschlossen, das Gebäude beginnend 1997 umfangreich saniert und für die Schulnutzung umgebaut. Seit der Eröffnung im Jahr 2000 beherbergt das Gebäude die „Schule im Park“  mit dem Förderschwerpunkt geistige Entwicklung und nutzt dafür unter anderem sieben Klassen- und zwei Gruppenräume.